# سونگاواتزو
سونگاواتزو (به ایتالیایی: Songavazzo) یک کومونه در ایتالیا است که در استان برگامو واقع شده‌است. سونگاواتزو ۱۲٫۷ کیلومتر مربع مساحت و ۶۶۲ نفر جمعیت دارد و ۶۴۰ متر بالاتر از سطح دریا واقع شده‌است.